# بوب هيني
بوب هيني هو لاعب هوكي الجليد كندي، ولد في 5 ديسمبر 1945 في مونتريال في كندا.

## وصلات خارجية
- بوب هيني على موقع EliteProspects.com (الإنجليزية)
- بوب هيني على موقع HockeyDB.com (الإنجليزية)